# Ana de Palacio
Ana Isabel de Palacio y del Valle-Lersundi (ur. 22 lipca 1948 w Madrycie) – hiszpańska prawnik i polityk, działaczka Partii Ludowej, w latach 2002–2004 minister spraw zagranicznych, posłanka do Parlamentu Europejskiego IV i V kadencji.

## Życiorys
Urodziła się w arystokratycznej rodzinie pochodzącej z Kraju Basków. Jej siostrą była Loyola de Palacio, w latach 90. minister, następnie członkini Komisji Europejskiej. Kształciła się w stołecznym liceum francuskim, następnie odbyła studia prawnicze na uniwersytecie kształcenia na odległość UNED, a także z zakresu politologii i socjologii na Uniwersytecie Complutense.
Uzyskała uprawnienia adwokata, pełniła różne funkcje w organach madryckiej palestry. Była członkinią sądu arbitrażowego izby handlowej w Madrycie. Pracowała jako nauczyciel akademicki na wydziale nauk politycznych Uniwersytetu Complutense (1981–1984), na wydziale prawa UNED-u (1984–1989) oraz na Uniwersytecie CEU San Pablo (1992–1994).
W wyborach europejskich w 1994 uzyskała z ramienia Partii Ludowej mandat posłanki do Parlamentu Europejskiego IV kadencji. W 1999 odnowiła go na V kadencję, kandydując ponownie z listy ludowców, którą otwierała Loyola de Palacio. W Europarlamencie Ana de Palacio należała do grupy chadeckiej, była m.in. wiceprzewodniczącą Komisji ds. Kwestii Prawnych i Praw Obywatelskich (1994–1999) oraz przewodniczącą Komisji ds. Kwestii Prawnych i Rynku Wewnętrznego (1999–2002).
Z miejsca w Europarlamencie zrezygnowała w 2002 w związku z objęciem urzędu ministra spraw zagranicznych w rządzie, którym kierował José María Aznar. Funkcję tę pełniła do 2004, będąc pierwszą kobietą na tym stanowisku. W tym samym roku została wybrana do Kongresu Deputowanych, niższej izby hiszpańskiego parlamentu. W 2006 objęła stanowisko wiceprezesa Banku Światowego.
W 2008 zrezygnowała z tej funkcji, została wówczas wiceprezesem francuskiego koncernu Areva, działającego w branży energetyki jądrowej. W 2012 powołana w skład hiszpańskiej Rady Stanu, rządowego organu doradczego.